# Два злісних погляди
«Два злісні погляди» (італ. Due occhi diabolici) — італійсько-американський фільм жахів 1990 року. Екранізація двох відомих оповідань Едгара Аллана По «Правда про історію з містером Вальдемаром» (Джордж Ромеро) і «Чорний кіт» (Даріо Ардженто).

## Сюжет
«Правда про історію з містером Вальдемаром»
Вальдемар багатий старий, прикутий до ліжка і знаходиться на межі смерті. Його дружина Джессіка і її коханець доктор за допомогою гіпнозу змушують Вальдемара підписати фінансові документи щоб отримати по них гроші. Але виходить так, що Вальдемар не вчасно помирає, а до отримання грошей оголошувати про його смерть не можна, тому парочка поміщає труп в підвал. Але душа жертви не може знайти притулку, так як знаходиться в гіпнотичному стані. Вона не може ні ожити, ні потрапити в загробний світ. Містер Вальдемар тероризує переляканих коханців і просить вивести його зі стану гіпнозу.
«Чорний кіт»
Родерік Ашер працює фоторепортером і робить знімки результатів жорстоких вбивств. Його дружина Аннабель — скрипалька, одного разу на вулиці підбирає і приносить в дім чорного кота. Однак тварина викликає у Родеріка незрозумілу ненависть і злобу. Численні розбрати досягають свого апогею і Родерік вбиває Аннабель і замуровує її разом з котом в стіні.

## У ролях
«Правда про історію з містером Вальдемаром»

| Актор         | Роль                  |
| ------------- | --------------------- |
| Едріенн Барбо | Джессіка Вальдемар    |
| Ремі Жадан    | доктор Роберт Гоффман |
| Бінго О'Меллі | Ернест Вальдемар      |
| Том Аткінс    | детектив Гроган       |

«Чорний кіт»

| Актор          | Роль             |
| -------------- | ---------------- |
| Гарві Кейтель  | Родерік Ашер     |
| Медлін Поттер  | Аннабель         |
| Джон Еймос     | детектив Легранд |
| Кім Гантер     | місіс Пім        |
| Мартін Болсам  | містер Пім       |
| Саллі Кіркленд | Елеонора         |
| Джулі Бенц     | Бетті            |